# Piazza della Minerva
Piazza della Minerva är ett mindre romerskt torg (piazza), beläget bakom det antika templet Pantheon. Torget är uppkallat efter gudinnan Minerva.
Piazza della Minerva fick sitt utseende på 1600-talet. Fasaden till den gotiska kyrkan Santa Maria sopra Minerva moderniserades något inför jubelåret 1650. Kyrkan är uppförd på ruiner som tros vara ett antikt Minervatempel. 
Mitt på piazzan reste Bernini 1665 en obelisk, buren av en elefant, utförd av hans elev Ercole Ferrata. Basen försågs med en inskrift, författad av påven Alexander VII, vars andemening det är att det behövs en stark ande (elefanten) för att bära så mycket visdom (obelisken).